# ビュール高原電波干渉計

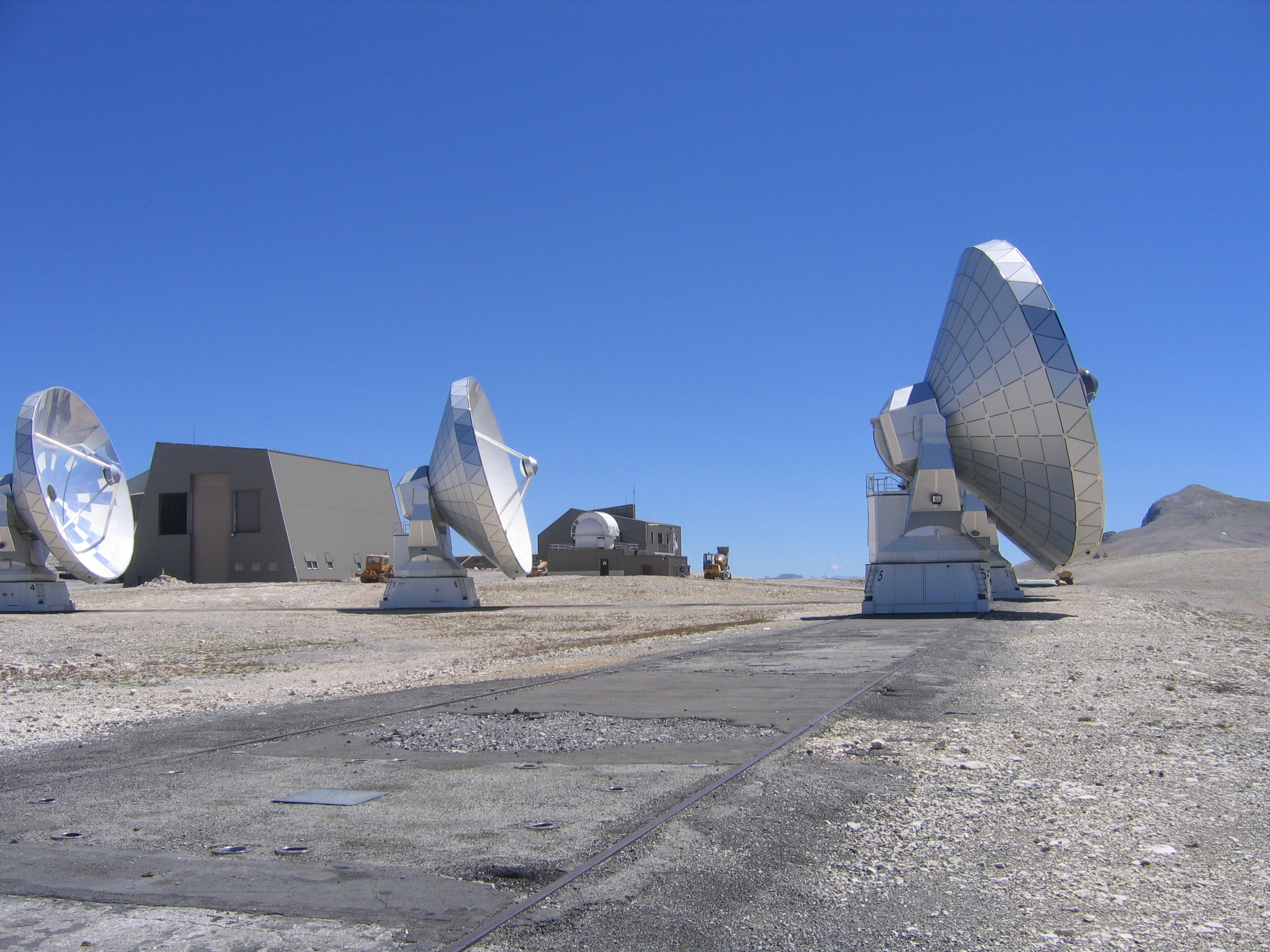
Plateau de Bure Interferometer

ビュール高原電波干渉計（Plateau de Bure Interferometer、略称PdBI）は、フランスのビュール高原の標高2550 m地点にある電波干渉計で、ミリ波電波天文学研究所（IRAM）が運営している。機能拡張に伴い、現在はNOEMA (Northern Extended Millimeter Array)と呼ばれている。
ビュール高原電波干渉計は口径15mのパラボラアンテナ6台からなる、ミリ波の観測に特化した電波干渉計である。波長3mm、2mm、1.3mmの3つの波長域を観測することができる。6台のアンテナは、東西760m、南北368mのT字型に配置されたレール上を移動させることができ、波長1.3mm観測では最高0.5秒角の角分解能を達成することができる。観測提案は年に2回公募されており、世界中の天文学者が応募できる。
この干渉計の建設は1985年に始まり、1988年に3台のアンテナで初めての干渉画像の合成を行った。当時の基線長は最大288mであったが、2005年までにアンテナは6台になり、レールは760mまで延長された。各アンテナは主に炭素繊維で作られており、主鏡面の面精度は約60マイクロメートルである。

## NOEMA
アンテナ数の増大とアンテナ間隔の拡大を行うことで性能を大きく向上させるプロジェクトが進行中である。2017年現在、アンテナ数は9台（いずれも口径は15m）、アンテナ間隔は最大で760mとなっている。2014年9月に7代目のアンテナが設置されたのを機に、望遠鏡の名称をビュール高原電波干渉計(PdBI)から、NOEMAに変更した。アンテナは、最終的にはPdBI時代の2倍にあたる12台とすることを計画している。